# Могио (кантон)
Могио (фр. Mauguio) — кантон во Франции, находится в регионе Окситания, департамент Эро.

## История
В 1790 году в кантон входило шесть коммун: Кандильярг, Лансарг, Могио, Мюдезон, Пероль и Сен-Назер-де-Пезан. Позднее Пероль и Сен-Назер-де-Пезан были присоединены к другим кантонам, а в Могио образованы новые коммуны Сен-Онес (в 1873-м) и Ла-Гранд-Мотт (в 1974-м).
В результате реформы 2015 года к кантону присоединены коммуны Палавас-ле-Фло и Валерг.

## Состав
В состав кантона входят следующие коммуны:
- Кандиярг (фр.)
- Ла-Гранд-Мотт (фр.)
- Лансарг (фр.)
- Могио (фр.)
- Мюдезон (фр.)
- Палавас-ле-Фло (фр.)
- Сен-Онес (фр.)
- Валерг (фр.)